# Hägg
För andra betydelser, se Hägg (olika betydelser).

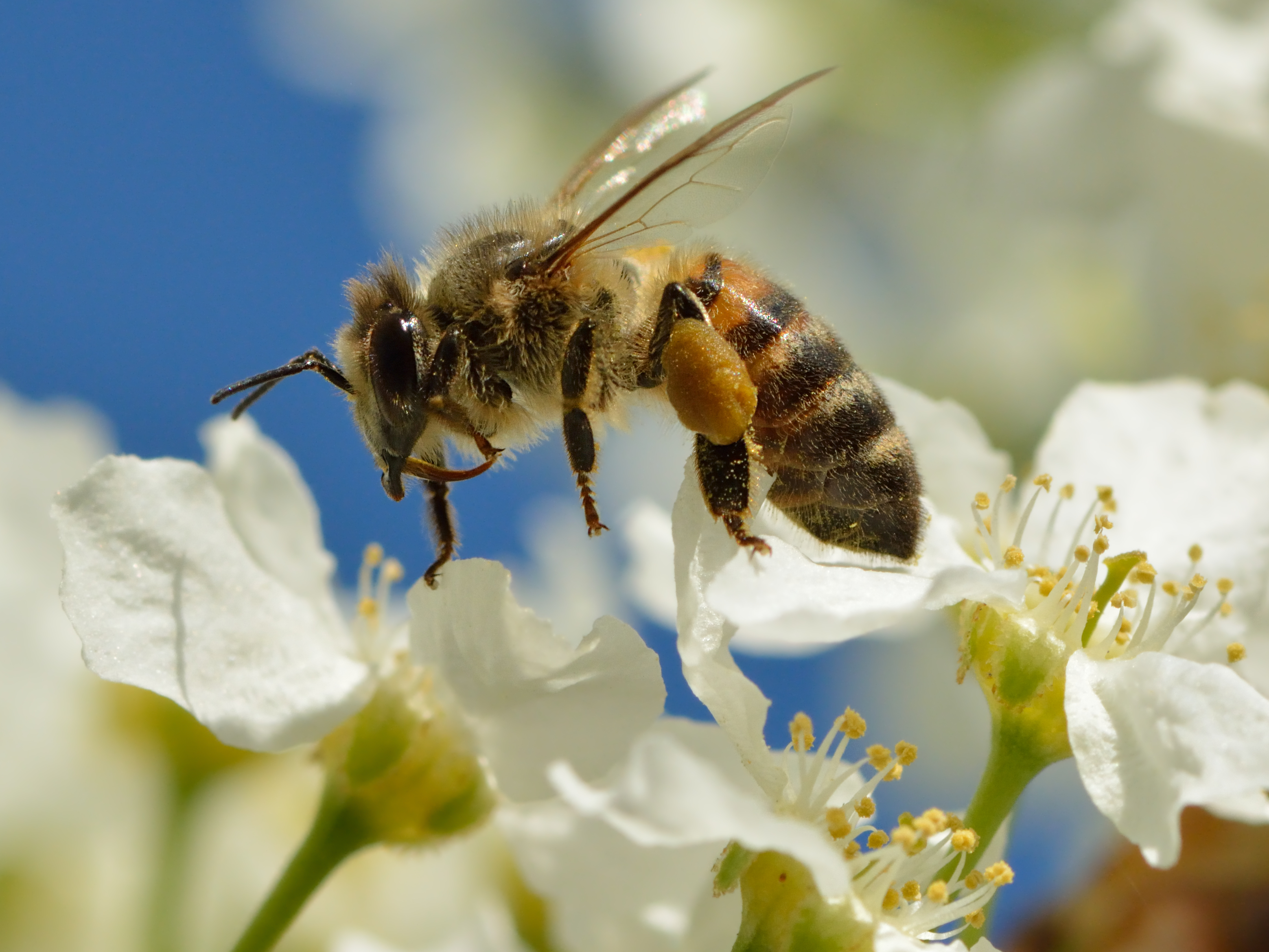

Hägg (Prunus padus) är ett medelstort träd i familjen rosväxter som blir 3–14 m högt och blommar i maj till juni.

## Historik
När inlandsisen drog sig tillbaka tillhörde häggen de trädslag som vandrade in till Skandinavien i en andra omgång efter de tidigaste arterna som asp, björk och sälg. Den kom in från Danmark omkring 8000 f. Kr. och följde de övriga ända upp till klimatzon VIII, där den fortfarande växer. Idag är häggen Ångermanlands landskapsträd. Det botaniska namnet Prunus är det latinska namnet på plommon och padus är det gamla latinska namnet på den italienska floden Po. Hägg har fått sitt vetenskapliga namn av det faktum att de fanns i stort antal vid floden Po.

## Utbredning
Arten förekommer i Europa och i tempererade regioner av Asien. En ursprunglig population hittas dessutom i Marocko. Hägg introducerades i flera andra tempererade områden över hela världen och den betraktas där som en inhemsk art.
Häggen hittas ofta på mark som är en blandning av lera och krita eller på annan mark med högt pH-värde. Den undviker sur jord och torra ställen. Arten ingår oftast i fuktiga skogar eller buskskogar, gärna nära vattenansamlingar eller i skuggan av klippor.
Häggen är allmän över hela Norden såväl på låglandet som i fjällen ända till trädgränsen, och förekommer sporadiskt som en låg, nedtryckt buske ännu högre upp. 

## Utseende
Dess stenfrukter, "häggbären", som mognar i augusti är svartglänsande, väldigt söta och sträva. Trädets bark och blad har en bittermandelartad doft, som även ingår i blommornas vällukt. Särskilt barken och fruktstenarna är (liksom bittermandeln) rika på ämnet amygdalin, varur blåsyra och bittermandelolja kan framställas, men bären bedöms som ofarliga.

## Användning
Barken är gråbrun och doftar starkt av bittermandelolja om den krossas (liksom veden), vilket tjänar som skydd mot skadedjur. Dess frånstötande egenskaper utnyttjades fordom till att hålla råttor, möss och mullvadar borta från gårdarna. Veden har röd eller gulvit splint och en rödbrun kärna. Förr tillverkades tunnband av hägg. Numera används virket – som är fint, jämnt och tämligen hårt och segt – i mindre omfattning som slöjdvirke och för finare träarbeten. Fruktköttets mörka saft har också använts till att rödfärga vin och likörer. Avkok på häggbark från unga grenar används inom naturmedicinen mot urinvägsinfektion.
Arten planteras bland annat som prydnadsväxt i trädgårdar och stadsparker. Den odlas även i områden med biodling då blommorna erbjuder nektar.

## Systematik
Två underarter erkänns, vanlig hägg (subsp. padus) med kala bladundersidor och nordhägg (subsp. borealis) som har håriga bladundersidor.

## Blomma
Hägg är en väldoftande blomma. Det skiljer sig från sina samarter i Sveriges flora genom att blommorna sitter i klase. Blomman har 30 ståndare och en knöligt rynkig fruktsten. Den blommar samtidigt med lövsprickningen och anger gränsen mellan vår och försommar. Blomningen är ofta så riklig att den blommande häggen i hagar, i skogsbryn, vid stränder och så vidare står lika vit som de nyligen bortsmälta snödrivorna. Denna blomning utvecklas mycket tidigt och snabbt. Det räcker med några få ljumma majnätter och varma dagar för att häggen ska kunna stå i full blom.

## Folktro

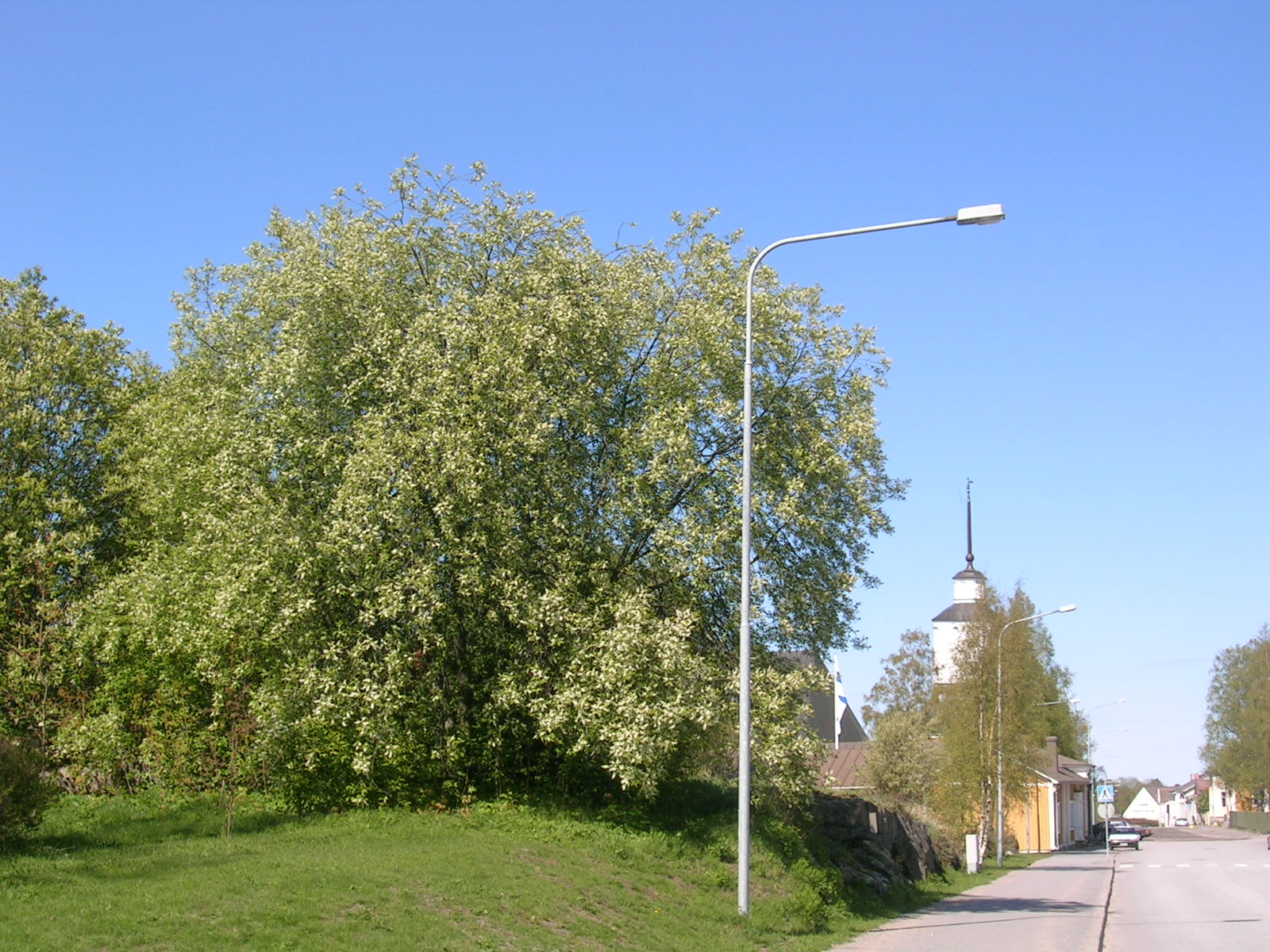
Blommande hägg i Nykarleby.

Häggens blomning och tiden fram till syrenens blomning betraktas av många som vårens höjdpunkt, vilket bland annat föranlett olika lyriska uttryck. I den gamla uppslagsboken Ugglan beskrevs blomningen med: "Några få ljumma majnätter och varma dagar är nog, och liksom genom ett trollslag står häggens svällande och doftande blomsterskrud färdig, frigjord från vinterknopparnas fängsel, ett mästerverk av naturens slösaktiga alstringskraft, ty ingen skönare brudslöja kan den unga Flora ikläda sig vid vårsolens möte."
Det påstås bland de folkloristiska sägnerna i vissa landsdelar att skomakaren satte upp en skylt vid sin affär: "Stängt mellan hägg och syren". 

## Synonymer
subsp. padus
- Cerasus cornuta Wall.
- Cerasus oxypyrena Spach
- Cerasus padus (L.) Delarbre
- Cerasus racemosa Gray nom. illeg.
- Druparia padus Clairv.
- Padus avium Mill.
- Padus germanica Borkh. in Roem. nom. illeg.
- Padus racemosa C.K.Schneid. nom. illeg.
- Padus vulgaris Borkh. nom. illeg.
- Prunus borealis Salisb. nom. illeg.
- Prunus padus var. rubra W.T.Aiton
- Prunus racemosa Lam. nom. illeg.
- Prunus regeliana Zabel
- Prunus salzeri Zdarek

subsp. borealis Nyman
- Cerasus schuebeleri Orlova
- Padus avium subsp. petraea (Tausch) Holub
- Padus avium var. petraea (Tausch) Belozor
- Padus petraea (Tausch) M.Roem.
- Padus racemosa subsp. petraea (Tausch) Dostál
- Prunus padus subsp. borealis Cajander
- Prunus padus subsp. petraea (Tausch) Domin
- Prunus petraea Tausch

## Status
I områden där underarten Prunus padus borealis förekommer drabbas skogarna ibland av bränder vad som kan skada flera hägg. Andra hot är inte kända. IUCN listar arten som livskraftig (LC).